# Cordia anisophylla
Cordia anisophylla är en strävbladig växtart som beskrevs av J.S. Miller. Cordia anisophylla ingår i släktet Cordia, och familjen strävbladiga växter. Inga underarter finns listade i Catalogue of Life.